# قطعنامه ۸۷۶ شورای امنیت
قطعنامه ۸۷۶ شورای امنیت سازمان ملل متحد که در تاریخ ۱۹ اکتبر ۱۹۹۳ تصویب شد، سندی بین‌المللی دربارهٔ آبخاز، گرجستان است. این قطعنامه طی نشست ۳۲۹۵ام با ۱۵ رای موافق، ۰ مخالف و ۰ ممتنع تصویب شد.